# Évacuation soviétique de Tallinn
Seconde Guerre mondiale et la guerre de Continuation
Batailles
Phase 1
- Brest-Litovsk
- Białystok–Minsk
- Pays baltes
- Raseiniai
- Brody
- Bessarabie et Bucovine du Nord
- Moguilev

Phase 2
- Smolensk
  - Roslavl-Novozybkov (en)
- Avance sur Léningrad

Phase 3
- Ouman
- Odessa
- 1re Kiev
- Tallinn
- Petrikovka (en)
- Ielnia
- Léningrad
- Mer d'Azov (en)

Phase 4
- 1re Kharkov
- Beowulf
- Donbass-Rostov (en)
- Briansk (en)
- 1re Crimée
  - Sébastopol
- Tikhvine
- 1re Rostov
- Gorki
- Moscou

L'évacuation soviétique de Tallinn, également appelé catastrophe de Tallinn ou le Dunkerque russe était une opération soviétique pour évacuer les 190 navires de la flotte de la Baltique, des unités de l'Armée rouge, et des civils pro-soviétiques encerclées dans la base principale de la flotte de Tallinn alors situé en Estonie sous occupation soviétique au cours du mois d’août 1941.

## L'embarquement
Après l'invasion allemande de l'Union soviétique, qui commença le 22 juin 1941, les forces allemandes progressèrent rapidement dans les pays baltes alors occupés par les Soviétiques, et à la fin du mois d’août, la capitale estonienne, Tallinn, fut encerclée par les forces allemandes, alors qu'une grande partie de la flotte de la Baltique était pris au piège dans le port de Tallinn.
Dans l'attente d'une percée soviétique, la Kriegsmarine et la marine finlandaise avaient commencé, le 8 août 1941, à poser des mines au large du cap Juminda sur la côte de Lahemaa. Alors que les dragueurs de mines soviétiques essayaient de sécuriser un passage pour les convois au travers des champs de mines, l'artillerie côtière allemande installa une batterie de canons de 150 mm près du cap Juminda et la marine finlandaise rassembla sa 2e flottille de vedettes lance-torpilles avec les patrouilleurs VMV-9, VMV-10, VMV-11 et VMV-17. Dans le même temps la 3. Schnellbootflottille allemande avec les Schnellboot S-26, S-27, S-39, S-40 et S-101 se rassemblèrent à Suomenlinna au large d’Helsinki. Les bombardiers allemands Junkers Ju 88 du Kampfgruppe 806 basés sur des aérodromes en Estonie furent mis en alerte. Le 19 août, l'assaut final allemand sur Tallinn commença.
Dans la nuit du 27 au 28 août 1941, le 10e corps de fusiliers soviétique fut désengagé de l'ennemi et monta à bord des transports de troupes à Tallinn.
L’embarquement fut protégé par des écrans de fumée, cependant, le déminage dans les jours précédant le début de l'évacuation avait été inefficace en raison du mauvais temps, et il n’y avait pas d’avions soviétiques disponibles pour la protection aérienne de l’embarquement. Ceci, combiné avec les tirs d’artillerie allemands et les bombardements aériens couta la vie à au moins un millier des évacués dans le port.

## Le défi dans le golfe de Finlande

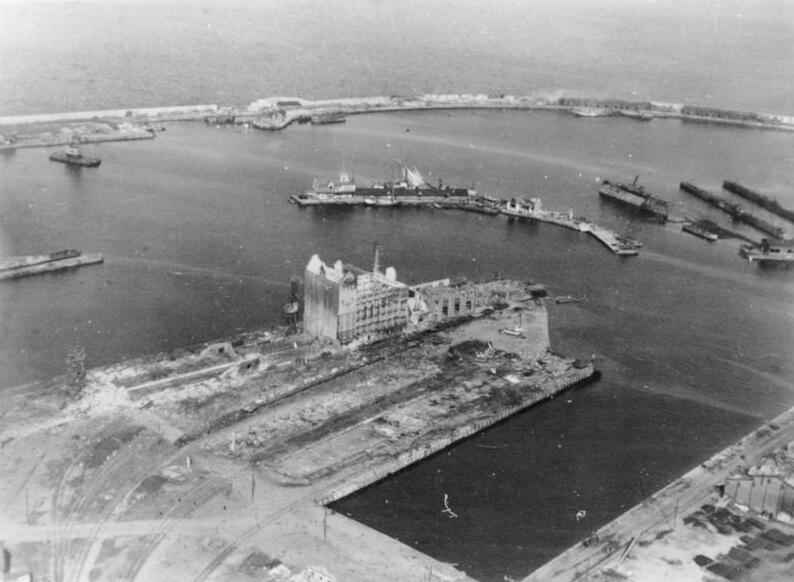
Le port de Tallinn, le 1er septembre 1941, après avoir été pris par les Allemands.

Vingt grands navires de transport, huit navires auxiliaires, neuf petits navires de transport, un cargo-citerne, un remorqueur, et un ravitailleur furent organisés en quatre convois, protégés par le croiseur soviétique Kirov, avec l'amiral Vladimir Tribouts à bord, deux éclaireurs, neuf destroyers, trois torpilleurs, douze sous-marins, 25 chasseurs de mines, 10 moderne et 15 obsolètes, 22 dragueurs de mines, 21 chasseurs de sous-marins, trois canonnières, un mouilleur de mines, treize navires de patrouille et onze torpilleurs.
L'armada commença à faire mouvement à 22 h 00 le soir du 27 août. Cinq navires furent coulés le 28 août par des bombardiers Ju 88 allemands. À 16 h 00, le 28 août, le premier bateau approchait les eaux infestées de mines au large du cap Juminda. Le premier navire à toucher une mine et à couler était la vapeur Ella, et quelques instants après lui, plusieurs autres navires heurtèrent des mines, tandis que les bombardiers allemands et l'artillerie côtière finlandaise ouvraient le feu. Dans une tentative de forcer le passage, la marine soviétique perdit cinq destroyers, deux torpilleurs, un navire de patrouille, trois chasseurs de mines, trois sous-marins, deux canonnières, deux navires de guerre plus petits et quinze navires de transports. Deux destroyers, un éclaireur, un chasseur de mines, et un navire de transport furent également endommagés.
Plus tard ce soir-là, l'armada fut attaquée par des torpilleurs finlandais et allemands, et la situation chaotique rendit  impossible les opérations organisées de dragage des mines. La nuit tomba à 22 h 00 et l'armada soviétique stoppa et s’ancra à minuit dans les eaux minées.
Tôt le 29 août, des bombardiers Ju 88 attaquèrent les restes des convois au large de Suursaari, coulant deux navires de transports. Pendant ce temps, les navires endommagés accélèrent à leur plus grande vitesse pour atteindre la sécurité des batteries de Kronstadt. Le navire marchand Kazakhstan, fortement endommagé, débarqua 2 300 hommes sur les 5 000 qu’il avait à bord avant de faire route vers Cronstadt. Dans les jours suivants, les navires opérant à partir de Suursaari secoururent 12 160 survivants.
L'évacuation soviétique de Tallinn permit d’évacuer 165 navires, 28 000 passagers et 66 000 tonnes de matériel,. Au moins 12 400 hommes périrent dans des circonstances peu connues en dehors de l'ancienne Union soviétique. L'événement fut longtemps minimisé par le régime communiste après la guerre. L'évacuation semble avoir été le désastre naval le plus sanglant depuis la bataille de Lépante.
Un mémorial a été dévoilé à Juminda lors du soixantième anniversaire.

## Quelques-uns des navires coulés

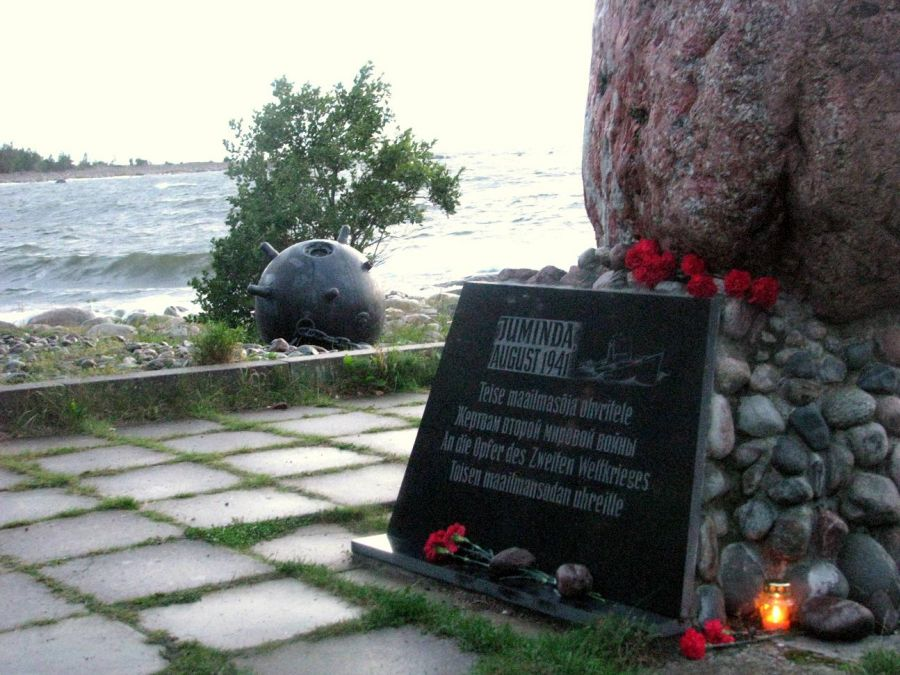
Mémorial de Juminda.

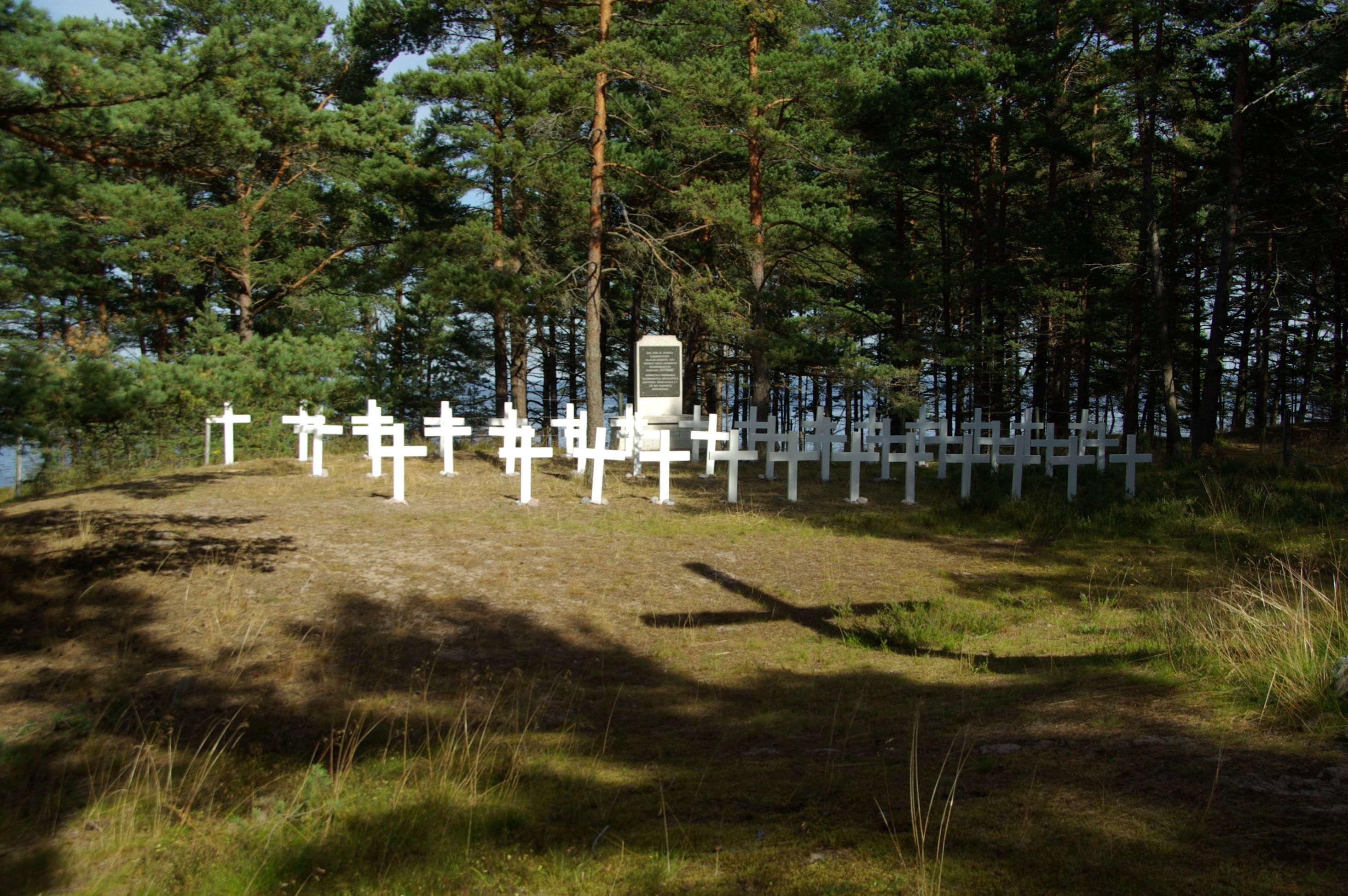
Tombes des hommes morts sur lEestirand, sur l'île de Prangli où il s’échoua.

- Brise glaces letton Krišjānis Valdemars
- Sous-marin soviétique S5 - 28 août 1941, golfe de Finlande[7]
- Sous-marin soviétique Shch 301- 28 août 1941, au large du cap Juminda[7]
- Destroyer soviétique Yakov Sverdlov - 28 août 1941, large de l'île Mohni[7]
- Destroyer soviétique Kalinine - 28 août 1941, au large du cap Juminda[7]
- Destroyer soviétique Artem - 28 août 1941, au large du cap Juminda[7]
- Escorteur soviétique Volodarski - 28 août 1941, au large du cap Juminda[7]
- Destroyer soviétique Skoryi - 28 août 1941, au large du cap Juminda[7]
- Navire de patrouille Sneg - 28 août 1941, au large du cap Juminda[7]
- Navire de patrouille Tsiklon - 28 août 1941, au large du cap Juminda[7]
- Canonnière I-8 - 28 août 1941, au large du cap Juminda[7]
- Chasseur de mines no 71 (Crab) - 28 août 1941, au large du cap Juminda[7]
- Chasseur de mines no 42 (Lenvodput-13) - 28 août 1941, au large du Cap Juminda[7]
- Navire de la Garde Saturn
- Patrouilleur MO 202
- Torpilleur TK 103
- 25 grands et 9 petits navires marchands, la plupart d'entre eux perdus à cause des mines